# Pamětní kříž Československé obce dobrovolecké
Pamětní kříž Československé obce dobrovolecké, je pamětní dekorace, která byla
založena v průběhu roku 1945 na návrh Čs. obce dobrovolecké a byl určen k ocenění zásluh vojáků bez rozdílů hodnosti, kteří se v porevoluční době zapojili do udržování pořádku a zákonnosti na území Československa.
Medaile je ražena z bronzu.